# Ribbon

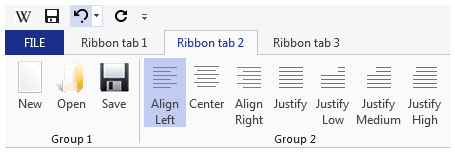
Un esempio di ribbon

In informatica un ribbon (nastro, in italiano) è un componente delle interfacce grafiche composto da una striscia situata nella parte superiore di una finestra che mette in mostra contemporaneamente tutte le funzioni che un programma può compiere.
Il concetto principale alla base del ribbon è che tutte le funzionalità del programma sono concentrate in un'unica posizione, in modo tale che non sia necessario navigare su livelli multipli di menu gerarchici, barra degli strumenti o pannello delle applicazioni prima di trovare il comando desiderato.

## Design
Un ribbon può ospitare bottoni e icone, organizzati a schede (ribbon tab) che raggruppano i comandi per funzionalità simili.
La presentazione dei comandi presenti nel ribbon è estremamente flessibile: questi possono essere rappresentati come barra degli strumenti, come menu, come una finestra di dialogo, pannello delle applicazioni o anche una pagina web.
Ogni ribbon tab contiene una serie di chunk. Un chunk è un insieme di comandi relazionati tra loro all'interno di una tab. Questo non solo permette ai gruppi di comandi di essere letti facilmente, ma consente anche di non dover ripetere la stessa parola più e più volte nei nomi dei comandi. Un ribbon può organizzare in schede, delle icone e dei bottoni.

## Storia
L'introduzione del ribbon si deve a Microsoft come parte dell'interfaccia utente di Outlook Express 6, presente in Windows XP; anche se conviveva con la classica interfaccia a menu. La ribbon è stata poi abbandonata, fino a quando non è stata ripresa in Microsoft Office 2007.
Lo sviluppo di questo nuovo componente dell'interfaccia grafica è stato avviato in seguito ad alcune ricerche che hanno mostrato come molti utenti di Microsoft Office fossero all'oscuro di alcune sue funzionalità a causa della difficoltà nell'esplorazione dei menu. In Office 2003 erano presenti tre livelli di menu gerarchici, trentuno barre degli strumenti e venti pannelli dell applicazioni, che rendevano difficile la ricerca di funzionalità nuove o di uso meno frequente.

## Controversie
Molti utenti di "vecchia data" si aspettarono la possibilità di scegliere tra l'interfaccia ribbon e la classica interfaccia a menù, cosa non possibile. Tuttavia sono disponibili diversi add-on di terze parti per riportare la vecchia interfaccia a menu come un'unica tab.
Considerando che da un punto di vista tecnico sarebbe stato semplice per Microsoft continuare ad offrire in opzione l'usuale interfaccia a menu gerarchici, l'"imposizione" dell'interfaccia ribbon a centinaia di milioni di utenti oramai abituati all'interfaccia a menu talvolta viene spiegata come una manovra di marketing atta a far "sentire l'obbligo" di aggiornarsi alla nuova versione per non apparire incompetenti, infatti un utente abituato da anni all'interfaccia a menu si trova completamente spaesato nell'interfaccia ribbon ed ha difficoltà ad eseguire persino le operazioni più elementari come aprire o salvare un documento.